# Đường sọc nâu

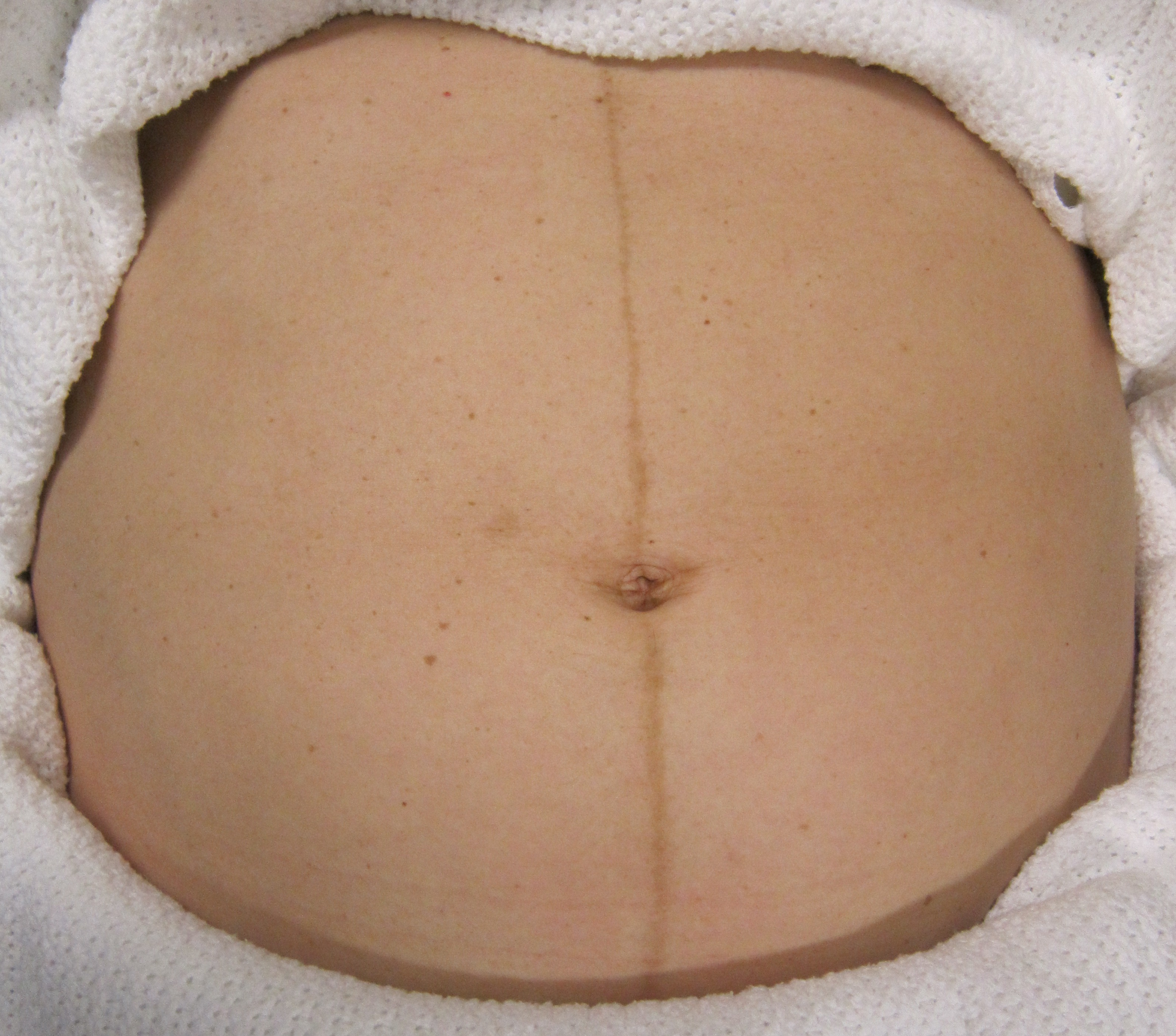
Đường sọc nâu trên bụng một bà bầu

Đường sọc nâu (tiếng Latinh: linea nigra - "đường màu đen", tiếng Anh: pregnancy line) là một đường màu nâu chủ yếu xuất hiện ở bụng, kết quả của sự tăng sắc tố mô trên da. Đường sọc nâu này rộng khoảng 1 cm, chạy dọc từ đầu bụng xuống đến vùng kín, đi qua rốn, đôi khi ngắn hơn.
Đường linea nigra xuất hiện ngay từ khi con người sinh ra. Tuy nhiên, với các thai phụ, nó trở nên dễ nhận thấy là vì khi mang bầu, cơ thể tăng sản xuất estrogen, dẫn đến lượng hắc tố melanin cũng nhiều lên. Melanin chính là yếu tố khiến cho da trở nên sẫm màu.